# Teresa Martínez Manzano
Teresa Martínez Manzano (n. 1967) es una historiadora y profesora de universidad española.

## Biografía
Profesora de Filología Griega en la Universidad de Salamanca, recibió en 2021 el premio María de Maeztu a la excelencia científica que otorga aquella institución. Es autora de obras como Constantino Láscaris semblanza de un humanista bizantino (1998) y De Bizancio al Escorial, adquisiciones venecianas de manuscritos griegos para la biblioteca regia de Felipe II: colecciones Dandolo, Eparco, Patrizi (2015). Su Historia del fondo manuscrito griego en la Universidad de Salamanca le valió en 2012 la concesión del Premio Nacional de Bibliografía de la Biblioteca Nacional de España.